# Сао Жозе дос Кампос
Сао Жосе дос Кампос (порт. São José dos Campos) град је у Бразилу у савезној држави Сао Пауло. Према процени из 2007. у граду је живело 594.948 становника.

## Становништво
Према процени из 2007. у граду је живело 594.948 становника.
| 1991.   | 2000.   |
| ------- | ------- |
| 442,370 | 539,313 |

## Партнерски градови
- Кадома